# 하달루 환초

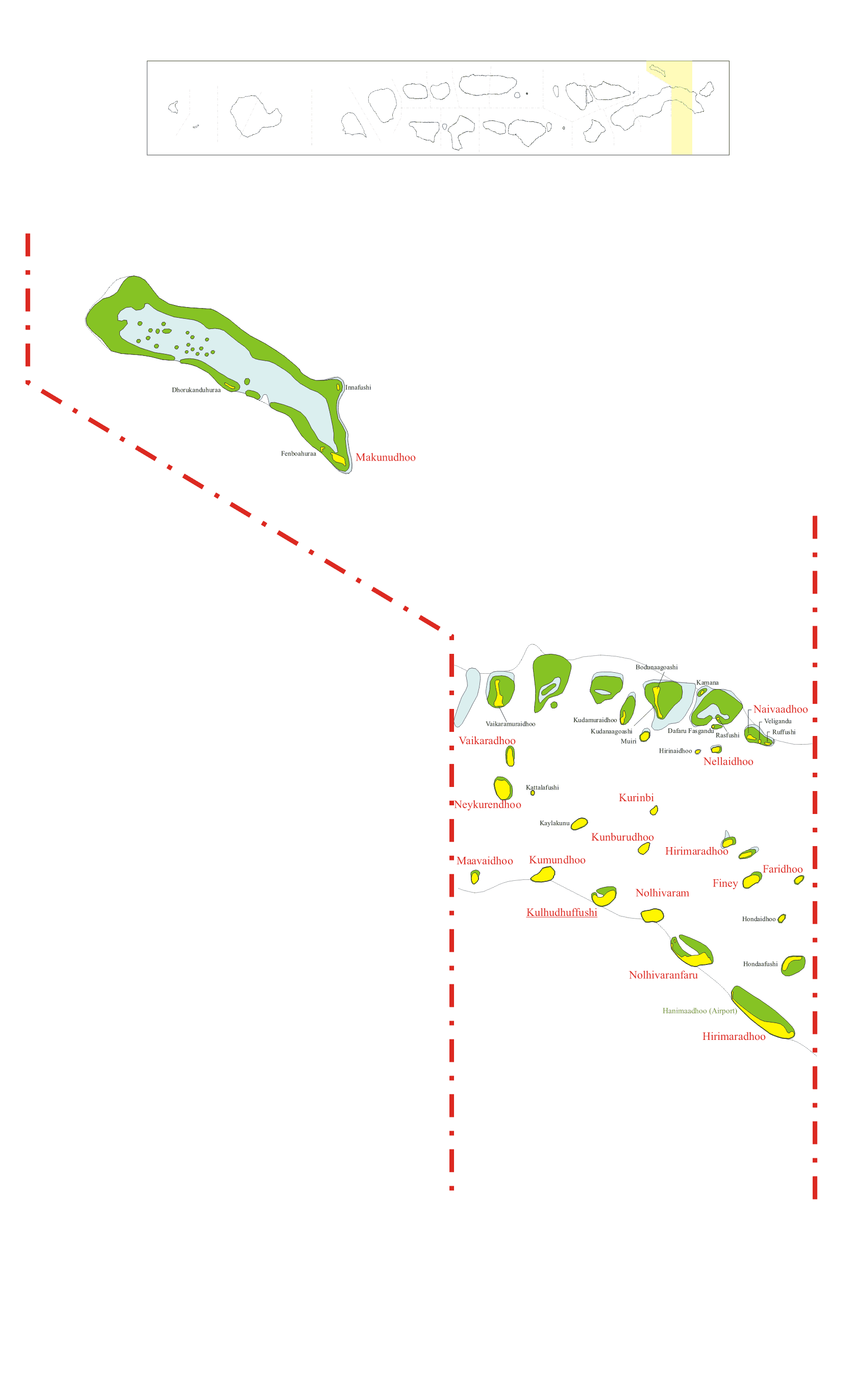
하달루 환초

하달루 환초(디베히어: ތިލަދުންމަތީ ދެކުނުބުރި, Haa Dhaalu) 또는 틸라둔마티데쿠누부리 환초(Thiladhunmathi Dhekunuburi, 남틸라둔마티 환초)는 몰디브 북부에 위치한 환초로 행정 중심지는 쿨루두푸시이며 인구는 23,875명(2006년 기준)이다. 38개 섬으로 구성되어 있다.